# Clupeoides papuensis
Clupeoides papuensis је зракоперка из реда Clupeiformes и фамилије Clupeidae.

## Угроженост
Подаци о распрострањености ове врсте су недовољни.

## Распрострањење
Ареал врсте је ограничен на мањи број држава. 
Присутна је у следећим државама: Индонезија (Западна Нова Гвинеја) и Папуа Нова Гвинеја.

## Станиште
Станиште врсте су слатководна подручја. 
Врста је присутна на подручју острва Нова Гвинеја.